# Nová Dubnica
Nová Dubnica ist eine Stadt im Nordwesten der Slowakei.

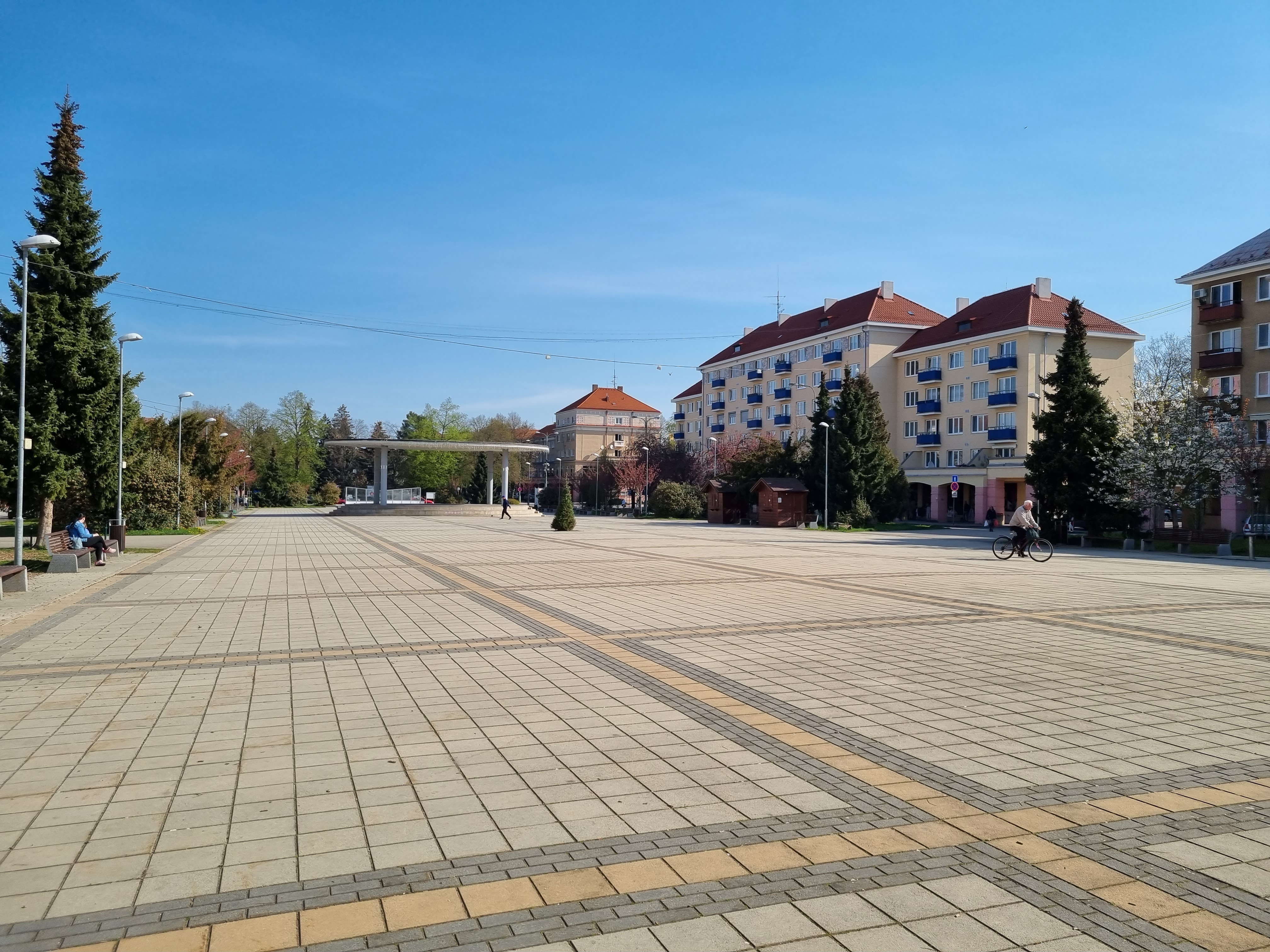

Die Stadt ist noch recht jung, sie entstand in den 1950er Jahren als Wohnsiedlung des Werkes Závody ťažkého strojárstva. 1957 entstand die Gemeinde durch Zusammenlegung von Teilen der Gemeindegebiete von Dubnica nad Váhom, Veľký Kolačín und Trenčianska Teplá. 1960 bekam sie dann auch das Stadtrecht verliehen. 1971 wurde schließlich die 1960 aus Malý Kolačín und Veľký Kolačín gebildete Gemeinde Kolačín eingemeindet.
Somit gehören zur Stadt heute die Stadtteile Nová Dubnica, Malý Kolačín und Veľký Kolačín.

## Bevölkerung
| Jahr:                | 1994.  | 2004.   | 2014.   | 2024.   |
| -------------------- | ------ | ------- | ------- | ------- |
| Anzahl der Personen: | 12.559 | 12.032  | 11.262  | 10.272  |
| Unterschied:         |        | -4,19 % | -6,39 % | -8,79 % |

| Jahr:                | 2023.  | 2024.   |
| -------------------- | ------ | ------- |
| Anzahl der Personen: | 10.381 | 10.272  |
| Unterschied:         |        | -1,04 % |

## Söhne und Töchter der Stadt
- Júlia Liptáková (* 8. April 1984), Fotomodell